# Финале Купа европских шампиона 1962.
Финале Купа европских шампиона 1962. је била фудбалска утакмица одржана на Олимпијском стадиону у Амстердаму 2. маја 1962. на којој је Бенфика играла против Реал Мадрида. Бенфика је савладала своје противнике резултатом 5 : 3 и другу сезону заредом освојила Европски куп.
Ференц Пушкаш је постао први играч који је постигао хет-трик у више финала Купа Европе, пошто је такође постао једини који је икада постигао четири гола у финалу Купа Европе 1960. године, и први који је постигао хет-трик у финалу Купа Европе, али је завршио на губитничкој страни.

## Пут до финала
| Бенфика          | Бенфика         | Бенфика         | Бенфика         | Коло               | Реал Мадрид    | Реал Мадрид            | Реал Мадрид   | Реал Мадрид    |
| ---------------- | --------------- | --------------- | --------------- | ------------------ | -------------- | ---------------------- | ------------- | -------------- |
| Противник        | рез.            | прва утакмица   | друга утакмица  |                    | Противник      | рез.                   | прва утакмица | друга утакмица |
| Директни пролаз  | Директни пролаз | Директни пролаз | Директни пролаз | Прелиминарна рунда | Вашаш          | 5 : 1                  | 2 : 0 (Г)     | 3 : 1 (Д)      |
| Аустрија Беч     | 6 : 2           | 1 : 1 (Г)       | 5 : 1 (Д)       | Прва рунда         | Б 1913         | 12 : 0                 | 3 : 0 (Г)     | 9 : 0 (Д)      |
| Нирнберг         | 7 : 3           | 1 : 3 (Г)       | 6 : 0 (Д)       | Четвртфинале       | Јувентус       | 1 : 1 (Реприза: 3 : 1) | 1 : 0 (Г)     | 0 : 1 (Д)      |
| Тотенхем хотспур | 4 : 3           | 3 : 1 (Д)       | 1 : 2 (Г)       | Полуфинале         | Стандард Лијеж | 6 : 0                  | 4 : 0 (Д)     | 2 : 0 (Г)      |

## Финална утакмица
| Бенфика                                                      | 5 : 3    | Реал Мадрид          |
| ------------------------------------------------------------ | -------- | -------------------- |
| Агуас 25’ · Кавем 33’ · Колуна 50’ · Еузебио 64’ (пен.), 69’ | Извештај | Пушкаш 18’, 23’, 39’ |

| Бенфика | Реал Мадрид |

| GK          | 1  | Кошта Переира   |
| RB          | 2  | Марио Жоао      |
| CB          | 3  | Жермано         |
| LB          | 4  | Анжело Мартинш  |
| RH          | 5  | Домисиано Кавем |
| LH          | 6  | Фернандо Круж   |
| OR          | 7  | Жозе Аугушто    |
| IR          | 8  | Еузебио         |
| CF          | 9  | Жозе Агуаш (к)  |
| IL          | 10 | Марио Колуна    |
| OL          | 11 | Антонио Симоес  |
| Тренер:     |    |                 |
| Бела Гутман |    |                 |

| GK          | 1  | Хосе Аракистајн    |
| RB          | 2  | Педро Касадо       |
| CB          | 5  | Хосе Сантамарија   |
| LB          | 3  | Висенте Миера      |
| RH          | 4  | Фело               |
| LH          | 6  | Пачин              |
| OR          | 7  | Хусто Техада       |
| IR          | 8  | Луис дел Сол       |
| CF          | 9  | Алфредо ди Стефано |
| IL          | 10 | Ференц Пушкаш      |
| OL          | 11 | Пако Хенто (к)     |
| Тренер:     |    |                    |
| Мигел Муњоз |    |                    |